# Бенусси, Франческо
Франче́ско Бену́сси (итал. Francesco Benussi; 15 октября 1981, Местре) — итальянский футболист, вратарь.

## Карьера
Франческо Бенусси начал карьеру в клубе «Венеция», дебютировав в основном составе 20 марта 2000 года в игре с «Пьяченцей», завершившейся вничью 2:2, а всего провёл за клуб 11 игр. Его команда вылетела в серию В. На следующий сезон футболист был арендован клубом серии С1, «Лумедзане». В сентябре 2001 года Франческо был отдан в аренду в клуб «Асколи», за который провёл 2 игры, внеся вклад в победу команды в серии С1. Затем Бенусси вернулся в «Венецию», но проведя 3 игры в январе 2003 года был отдан в клуб «Ареццо», где завоевал место в основном составе и провёл за клуб 14 игр. После этого голкипер вновь возвратился в «Венецию». Но если в первом сезоне Франческо сыграл в лишь 11 матчей, то во втором уже 34 из 42 матчей команды.
Летом 2005 года, после банкротства «Венеции», Бенусси в статусе свободного агента перешёл в «Лечче». В первом сезоне в команде футболист сыграл 15 матчей, заменив травмировавшегося Винченцо Сичиньяно. В следующем сезоне, после ухода Сичиньяно, Франческо стал основным голкипером команды. В зимнее трансферное «окно» Бенусси был обменян на голкипера «Сиены», Николу Паварини. Однако в этой команде Франческо был лишь вторым голкипером клуба, после Александра Маннингера. Летом футболист вернулся в «Лечче», где первоначально был дублёром Антонио Розати. В середине сезона из-за травмы Розати, Бенусси вновь встал в ворота клуба, а затем выступал столь удачно, что даже восстановившись после повреждения, Розати не смог вернуться себе место в составе. В августе Франческо продлил контракт с «Лечче» до 2012 года. В сезоне 2008/09 Бенусси провёл все матчи за клуб, пропустив лишь 4 игры.
12 августа 2009 года Бенусси был арендован клубом «Ливорно». В клубе футболист выбрал необычный для голкипера 11-й номер. В 9 туре чемпионата Франческо дебютировал в составе команды. Всего он провёл за клуб 5 матчей. 1 февраля 2010 года «Лечче» обменялся вратарями с «Палермо», Бенусси перешёл в стан «россоблю», а Рубиньо в «Палермо». В этой команде футболист в первом сезоне так и не дебютировал: Сальваторе Сиригу провёл в составе все матчи, не получая ни травм, ни дисквалификаций. «Палермо» принял решение оставить голкипера в команде, и 22 июля 2010 года Бенусси подписал трёхлетний договор с командой. 30 сентября футболист дебютировал в составе команды в матче Лиги Европы с «Лозанной», в котором его команда победила 1:0. В следующей игре, 21 октября с московским ЦСКА, Франческо отразил пенальти от Вагнера Лава, однако это не спасло «Палермо» от поражения со счётом 0:3.
23 января 2012 года Бенусси на правах аренды отправился «Торино», выступавший в Серии В. Он дебютировал в составе этой команды 28 января в игре с «Варезе», которая завершилась нулевой ничьей. Итальянский вратарь до конца сезона 2011/12 отыграл за туринский клуб 18 встреч, пропустив в свои ворота 13 мячей. После окончания аренды Франческо вернулся в «Палермо».